# Барре, Пьер-Ив
Пьер-Ив Барре (фр. Pierre-Yves Barré; 17 апреля 1749, Париж — 2 мая 1832, Париж) — французский театральный деятель, драматург, автор водевилей, поэт-песенник, либреттист
.

## Биография

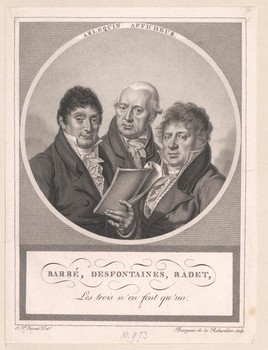
Три французских театральных деятеля (Пьер-Ив Барре (слева), Дефонтен-Лавалле (в центре) и Жан Батист Раде — справа)

Сначала работал юристом при парламенте, затем секретарём в г. По. Со временем посвятил себя театральной деятельности. В 1792 году основал и возглавил театр «Водевиль» (Théâtre du Vaudeville). В 1796 году стоял у истоков создания певческого общества водевильных обедов, просуществовавшего до 1802 года. В число его членов входили Жан Батист Раде, Дефонтен-Лавалле, Пьер Ложон, Эммануэль Дюпати, Жозеф-Александр де Сегюр, Арман Гуффе.
На посту директора театра «Водевиль» в 1815 году его сменил Марк-Антуан-Мадлен Дезожье. Барре обогатил репертуар этого театра большим количеством водевилей. Автор веселых и сатирических песен.

## Избранные произведения
- Cassandre, 1780.
- Arlequin aficheur.
- Mr. Guillaume ou le voyageur inconnu, 1800.
- Lantara ou le peintre au cabaret, 1809